# 戸田清 (数学教育学者)
戸田清（とだ きよし、1902年7月8日 - 2001年9月19日）は、日本の数学教育学者。

## 経歴
1902年、岡山県生まれ。東京帝国大学理学部数学科を卒業。卒業後は広島高等師範学校教授。1949年より広島大学教育学部教授、1965年に定年退官し、名誉教授となった。大阪予備校講師。学界では、日本数学教育学会副会長を務めた。99歳で死去。

## 受賞・栄典
- 1973年：勲二等瑞宝章受勲。

## 研究内容・業績・活動

### 広島での被爆経験
広島高師教授在職中の1945年8月6日、原爆に被爆している。当時彼は南方特別留学生として来日していた東南アジア留学生の指導に当たっており、被爆時も同校音楽教室で留学生2名（アブドゥル・ラザクおよびペンギラン・ユソフ）への講義を行っていた最中であったため、留学生たちの回顧にも戸田の名前が登場する。

## 著書
- 『射影幾何学要論』積善館, 1941
- 『教師の数学』上,中,下巻 積善館, 1942
- 『新要目による数学教授の研究』帝国教育会出版部, 1943
- 『数学の新研究 幾何篇』旺文社, 1947
- 『数学の新研究 解析篇』旺文社, 1947.5
- 『新制小・中学校教師の数学』積善館, 1947
- 『新制高校生ノ解析學(ニ)ノ學習』積善館, 1948
- 『一般数学の研究』旺文社, 1950
- 『旺文社・大学受験直前実力完成講座ラジオテキスト 解析「Ⅰ」』旺文社, 1952.11
- 『算数科教育法』 (大学教職課程シリーズ) 金子書房, 1954
- 『数学科教育法総論』 (教育叢書) 柳原書店, 1954
- 『新制数Ⅰ代数の基礎』 (高校基礎シリーズ) 旺文社, 1956
- 『新制数学1幾何の急所』金子書房, 1956
- 『数学の能率的勉強法』 (学生ライブラリー) 旺文社, 1957
- 『新制数学2の急所』金子書房, 1958
- 『新制数学3の急所』金子書房, 1959
- 『数Ⅱの基礎』 (高校基礎シリーズ) 旺文社, 1960
- 『数Ⅰ代数の盲点征服』 (大学受験 旺文社, 1960
- 『大学受験入試数学のハイライト』聖文社, 1962
- 『数Ⅰの基礎』 (高校基礎シリーズ) 旺文社, 1963
- 『数ⅡBの基礎』（高校基礎シリーズ・新課程）旺文社、1964
- 『数Ⅲの基礎 新課程用』 (高校基礎シリーズ) 旺文社, 1965.1
- 『三角関数』(高数ゼミ) 旺文社, 1967.1
- 『2次・分数・無理関数とグラフ』(高数ゼミ) 旺文社, 1967.4
- 『式とその計算』(高数ゼミ) 旺文社, 1967.7
- 『数Ⅲの微積分』(高数ゼミ) 旺文社, 1969

### 監修・共著
- 『算数教材研究講座』第1-6 鍋島信太郎共監修. 金子書房, 1956-57
- 『解析1』松岡元久共著. 吉野書房, 1956 3版
- 『中学校数学教材研究講座』第1-6 鍋島信太郎共監修. 金子書房, 1957
- 『さんすう 新指導要領準備編 3年 改定新版』監修, 文章題研究会編修. 文化芸術社, 1960.4
- 『数学入試問題詳解 38年度全国大学』「受験の数学」編集部, 聖文社編集部 編,監修. 聖文社, 1963
- 『数学ⅡAーⅡBーⅢ  高等学校』小松勇作共責任編集. 旺文社, 1967
- 『数学Ⅰ教科書標準問題集』小松勇作共責任編集. 旺文社, 1967.4
- 『高等学校数学ⅡB 教授資料』小松勇作共責任編集. 旺文社, 1968.3
- 『数学ⅡB教科書標準問題集』小松勇作共責任編集. 旺文社, 1968.3
- 『数学ⅡA教科書基本問題集』小松勇作共責任編集. 旺文社, 1968.4
- 『高等学校数学Ⅲ 教授資料』小松勇作共責任編集. 旺文社, 1968.4
- 『高等学校数学ⅡA 教授資料』小松勇作共責任編集. 旺文社, 1968.4
- 『数学Ⅲ教科書標準問題集』小松勇作共責任編集. 旺文社, 1968.7
- 『自主学習の数学 いろいろな関数』編著. 蓬左書房, 1994
- 『自主学習の数学 数学Ⅰ』編著. 蓬左書房, 1994
- 『自主学習の数学 数学Ⅰの整理と数学Ⅱ』編著. 蓬左書房, 1994
- 『大学入試センター試験へのアプローチ 12訂新版』編. 蓬左書房, 1994
- 『分題式数学総合問題集 数学Ⅰ,基礎解析,代数・幾何 5訂新版』編. 蓬左書房, 1994